# Küllőfélék
A küllőfélék (Eleotridae)  a sugarasúszójú halak (Actinopterygii) osztályához és a sügéralakúak (Perciformes) rendjéhez tartozó család.

## Rendszerezés
A családba az alábbi nemek tartoznak:
- Allomogurnda
- Belobranchus
- Bostrychus
- Bunaka
- Butis
- Calumia
- Dormitator
- Eleotris
- Erotelis
- Giuris
- Gobiomorphus
- Gobiomorus
- Guavina
- Hemieleotris
- Hypseleotris
- Incara
- Kimberleyeleotris
- Kribia
- Leptophilypnion
- Leptophilypnus
- Microphilypnus
- Mogurnda
- Odonteleotris
- Ophiocara
- Oxyeleotris
- Parviparma
- Philypnodon
- Pogoneleotris
- Prionobutis
- Ratsirakia
- Tateurndina
- †Mataichthys